# Paul Langevin
Paul Langevin (Parijs, 23 januari 1872 – aldaar, 19 december 1946) was een Frans natuurkundige. Hij is vooral bekend vanwege zijn theorieën over magnetisme en als mede-organisator van de Solvayconferenties in Brussel.

## Studies
Langevin was de zoon van Victor Langevin en studeerde aan de École supérieure de physique et de chimie industrielles de la ville de Paris (ESPCI) waar hij les kreeg van Pierre Curie. Daarna ging hij naar de École normale supérieure (ENS) waar hij in 1897 afstudeerde. Met behulp van een beurs ging hij daarna nog een jaar verder onderzoek doen bij Joseph John Thomson aan het Cavendish-laboratorium van de Universiteit van Cambridge. Daar kwam hij in contact met Ernest Rutherford.
Terug in Parijs werkte hij samen met Jean Perrin aan de École normale supérieure en behaalde hij in 1902 het doctoraat in de wetenschappen aan de Sorbonne met Pierre Curie als promotor. Gedurende deze periode waren zijn belangrijkste interesses de ionisatie-effecten van straling en de ionisatie van gassen. Maar hij spendeerde ook enige tijd samenwerkend met de Curies tijdens hun werk aan radioactiviteit.

## Carrière
Na zijn promotie werd hij in 1903 benoemd tot docent aan het Collège de France. In 1904 nam hij samen met Henri Poincaré deel aan het international congres van Saint Louis in de Verenigde Staten waar hij een verslag maakte over de verschijningsvorm van elektronen. In 1905 volgde hij Pierre Curie op als hoogleraar algemene elektriciteit aan het ESPCI toen die in 1904 als hoogleraar aan de Sorbonne werd benoemd. In 1925 werd hij er directeur en zou dit blijven tot aan zijn dood.
In 1909 werd Langevin eveneens benoemd tot hoogleraar algemene en experimentele natuurkunde aan het Collège de France. In 1910 doceerde hij als eerste de relativiteitstheorie van Albert Einstein. Einstein noemde hem "de enige man in Frankrijk die zijn theorie begreep".
In 1911 stond hij samen met Maurice de Broglie mee aan de wieg van de Solvayconferenties te Brussel. Samen met de Broglie voerde hij het secretariaat terwijl de Nederlander Hendrik Lorentz de conferenties voorzat. Na Lorentz' dood nam Langevin het voorzitterschap van hem over. Hij zou aan alle zeven conferenties deelnemen die georganiseerd werden tot aan zijn dood.
Langevin gebruikte het piëzo-elektrisch effect dat door Pierre Curie ontwikkeld was voor ultrasoontoepassingen. In 1916, tijdens de Eerste Wereldoorlog begon hij met onderzoek naar het gebruik van ultrasoongeluid om onderzeeboten op te sporen. Vooraleer het systeem operationeel was, was de oorlog echter voorbij.
Langevin bestudeerde het paramagnetisme en het diamagnetisme en interpreteerde deze fenomenen door middel van elektrische ladingen van elektronen in atomen. Hij ontwikkelde de Langevindynamica, een benadering van de mechanica met behulp van stochastische differentiaalvergelijkingen. Verder gaf hij zijn naam aan de Langevinvergelijking die de brownse beweging in een potentiaal beschrijft door middel van een stochastische differentiaalvergelijking.
In 1930 was hij voorzitter van de Solvayconferentie over het magnetisme en in 1933 was hij eveneens voorzitter van de conferentie over de structuur en eigenschappen van atoomkernen. In 1934 werd hij gekozen tot lid van de Académie des sciences.
In 1915 ontving hij de Hughes Medal en in 1940 de Copley Medal, de hoogste wetenschappelijke onderscheiding van de Royal Society of London.

## Affaire met Marie Curie
Langevin huwde in 1898 Jeanne Desfosses en had vier kinderen, van wie er twee ook natuurkundigen werden. Desondanks was het geen gelukkig huwelijk. In voortdurende ruzie verweet Jeanne hem dat hij meer tijd en aandacht besteedde aan zijn werk dan aan zijn gezin. De situatie escaleerde zodanig dat hij het huis verliet en in Parijs een appartement ging huren. Rond dezelfde periode (1911) bracht hij steeds meer tijd door met de befaamde scheikundige Marie Curie, die zich eenzaam voelde na het overlijden van Pierre.
De affaire kwam in het openbaar toen het Franse dagblad Le Journal op 4 november een artikel publiceerde onder de titel Une histoire d'amour: madame Curie et le professeur Langevin. Daarna was het al snel wereldnieuws, waarbij vooral de publiciteitsschuwe Marie Curie het zwaar te verduren kreeg. Het was een van de oorzaken dat Madame Curie er niet in slaagde om in de Académie des Sciences te worden verkozen.
Beide families werden pas weer herenigd toen zijn kleinzoon Michel Langevin in het huwelijk trad met Maries kleindochter Hélène Joliot-Curie.

## Langevin als militant
Langevin was bekend als een vurige tegenstander van het fascisme en het nazisme. In 1934 was hij een van de oprichters van een Frans antifascistisch comité. Tijdens de Tweede Wereldoorlog werd hij op 30 oktober 1940 gearresteerd door de Gestapo en in de beruchte Santé-gevangenis opgesloten. Deze arrestatie lag aan de basis van een grote Franse anti-Duitse betoging op 11 november van dat jaar. Na 40 dagen werd Langevin vrijgelaten en door het Vichy-regime onder huisarrest geplaatst in Troyes. In september 1944 werd Langevin bevrijd en sloot hij zich aan bij de Parti Communiste Français, de Franse Communistische Partij.
Hij werd ook voorzitter van de Franse Liga voor de Rechten van de Mens tot 1946. Langevin overleed in Parijs op 19 december 1946. Zijn overblijfselen werden twee jaar later in het Panthéon herbegraven.
|                               |                               |                               |                               |                               |                               |                             |                             | Pierre Curie fysicus        | Pierre Curie fysicus        | Pierre Curie fysicus       | Pierre Curie fysicus       | Pierre Curie fysicus       | Pierre Curie fysicus       |  |  | Marie Curie-Skłodowska fysicus, chemicus | Marie Curie-Skłodowska fysicus, chemicus | Marie Curie-Skłodowska fysicus, chemicus | Marie Curie-Skłodowska fysicus, chemicus | Marie Curie-Skłodowska fysicus, chemicus | Marie Curie-Skłodowska fysicus, chemicus | ←vermoeden van relatie→ | ←vermoeden van relatie→ | ←vermoeden van relatie→               | ←vermoeden van relatie→               | ←vermoeden van relatie→               | ←vermoeden van relatie→               | Paul Langevin fysicus                 | Paul Langevin fysicus                 | Paul Langevin fysicus | Paul Langevin fysicus | Paul Langevin fysicus | Paul Langevin fysicus |                       |                       | Jeanne Desfosses      | Jeanne Desfosses      | Jeanne Desfosses | Jeanne Desfosses | Jeanne Desfosses                        | Jeanne Desfosses                        |                                         |                                         |                                         |                                         |  |  |  |  |
|                               |                               |                               |                               |                               |                               |                             |                             | Pierre Curie fysicus        | Pierre Curie fysicus        | Pierre Curie fysicus       | Pierre Curie fysicus       | Pierre Curie fysicus       | Pierre Curie fysicus       |  |  | Marie Curie-Skłodowska fysicus, chemicus | Marie Curie-Skłodowska fysicus, chemicus | Marie Curie-Skłodowska fysicus, chemicus | Marie Curie-Skłodowska fysicus, chemicus | Marie Curie-Skłodowska fysicus, chemicus | Marie Curie-Skłodowska fysicus, chemicus | ←vermoeden van relatie→ | ←vermoeden van relatie→ | ←vermoeden van relatie→               | ←vermoeden van relatie→               | ←vermoeden van relatie→               | ←vermoeden van relatie→               | Paul Langevin fysicus                 | Paul Langevin fysicus                 | Paul Langevin fysicus | Paul Langevin fysicus | Paul Langevin fysicus | Paul Langevin fysicus |                       |                       | Jeanne Desfosses      | Jeanne Desfosses      | Jeanne Desfosses | Jeanne Desfosses | Jeanne Desfosses                        | Jeanne Desfosses                        |                                         |                                         |                                         |                                         |  |  |  |  |
|                               |                               |                               |                               |                               |                               |                             |                             |                             |                             |                            |                            |                            |                            |  |  |                                          |                                          |                                          |                                          |                                          |                                          |                         |                         |                                       |                                       |                                       |                                       |                                       |                                       |                       |                       |                       |                       |                       |                       |                       |                       |                  |                  |                                         |                                         |                                         |                                         |                                         |                                         |  |  |  |  |
|                               |                               |                               |                               |                               |                               |                             |                             |                             |                             |                            |                            |                            |                            |  |  |                                          |                                          |                                          |                                          |                                          |                                          |                         |                         |                                       |                                       |                                       |                                       |                                       |                                       |                       |                       |                       |                       |                       |                       |                       |                       |                  |                  |                                         |                                         |                                         |                                         |                                         |                                         |  |  |  |  |
| Frédéric Joliot-Curie fysicus | Frédéric Joliot-Curie fysicus | Frédéric Joliot-Curie fysicus | Frédéric Joliot-Curie fysicus | Frédéric Joliot-Curie fysicus | Frédéric Joliot-Curie fysicus |                             |                             | Irène Joliot-Curie fysicus  | Irène Joliot-Curie fysicus  | Irène Joliot-Curie fysicus | Irène Joliot-Curie fysicus | Irène Joliot-Curie fysicus | Irène Joliot-Curie fysicus |  |  | Ève Curie schrijfster, pianiste          | Ève Curie schrijfster, pianiste          | Ève Curie schrijfster, pianiste          | Ève Curie schrijfster, pianiste          | Ève Curie schrijfster, pianiste          | Ève Curie schrijfster, pianiste          |                         |                         | Henry Labouisse, directeur van UNICEF | Henry Labouisse, directeur van UNICEF | Henry Labouisse, directeur van UNICEF | Henry Labouisse, directeur van UNICEF | Henry Labouisse, directeur van UNICEF | Henry Labouisse, directeur van UNICEF |                       |                       | Jean Langevin fysicus | Jean Langevin fysicus | Jean Langevin fysicus | Jean Langevin fysicus | Jean Langevin fysicus | Jean Langevin fysicus |                  |                  | André Langevin fysicus                  | André Langevin fysicus                  | André Langevin fysicus                  | André Langevin fysicus                  | André Langevin fysicus                  | André Langevin fysicus                  |  |  |  |  |
| Frédéric Joliot-Curie fysicus | Frédéric Joliot-Curie fysicus | Frédéric Joliot-Curie fysicus | Frédéric Joliot-Curie fysicus | Frédéric Joliot-Curie fysicus | Frédéric Joliot-Curie fysicus |                             |                             | Irène Joliot-Curie fysicus  | Irène Joliot-Curie fysicus  | Irène Joliot-Curie fysicus | Irène Joliot-Curie fysicus | Irène Joliot-Curie fysicus | Irène Joliot-Curie fysicus |  |  | Ève Curie schrijfster, pianiste          | Ève Curie schrijfster, pianiste          | Ève Curie schrijfster, pianiste          | Ève Curie schrijfster, pianiste          | Ève Curie schrijfster, pianiste          | Ève Curie schrijfster, pianiste          |                         |                         | Henry Labouisse, directeur van UNICEF | Henry Labouisse, directeur van UNICEF | Henry Labouisse, directeur van UNICEF | Henry Labouisse, directeur van UNICEF | Henry Labouisse, directeur van UNICEF | Henry Labouisse, directeur van UNICEF |                       |                       | Jean Langevin fysicus | Jean Langevin fysicus | Jean Langevin fysicus | Jean Langevin fysicus | Jean Langevin fysicus | Jean Langevin fysicus |                  |                  | André Langevin fysicus                  | André Langevin fysicus                  | André Langevin fysicus                  | André Langevin fysicus                  | André Langevin fysicus                  | André Langevin fysicus                  |  |  |  |  |
|                               |                               |                               |                               |                               |                               |                             |                             |                             |                             |                            |                            |                            |                            |  |  |                                          |                                          |                                          |                                          |                                          |                                          |                         |                         |                                       |                                       |                                       |                                       |                                       |                                       |                       |                       |                       |                       |                       |                       |                       |                       |                  |                  |                                         |                                         |                                         |                                         |                                         |                                         |  |  |  |  |
|                               |                               |                               |                               | Hélène Joliot-Curie fysicus   | Hélène Joliot-Curie fysicus   | Hélène Joliot-Curie fysicus | Hélène Joliot-Curie fysicus | Hélène Joliot-Curie fysicus | Hélène Joliot-Curie fysicus |                            |                            |                            |                            |  |  |                                          |                                          |                                          |                                          |                                          |                                          |                         |                         |                                       |                                       |                                       |                                       |                                       |                                       |                       |                       |                       |                       |                       |                       |                       |                       |                  |                  | Michel Langevin fysicus, verzetstrijder | Michel Langevin fysicus, verzetstrijder | Michel Langevin fysicus, verzetstrijder | Michel Langevin fysicus, verzetstrijder | Michel Langevin fysicus, verzetstrijder | Michel Langevin fysicus, verzetstrijder |  |  |  |  |
|                               |                               |                               |                               | Hélène Joliot-Curie fysicus   | Hélène Joliot-Curie fysicus   | Hélène Joliot-Curie fysicus | Hélène Joliot-Curie fysicus | Hélène Joliot-Curie fysicus | Hélène Joliot-Curie fysicus |                            |                            |                            |                            |  |  |                                          |                                          |                                          |                                          |                                          |                                          |                         |                         |                                       |                                       |                                       |                                       |                                       |                                       |                       |                       |                       |                       |                       |                       |                       |                       |                  |                  | Michel Langevin fysicus, verzetstrijder | Michel Langevin fysicus, verzetstrijder | Michel Langevin fysicus, verzetstrijder | Michel Langevin fysicus, verzetstrijder | Michel Langevin fysicus, verzetstrijder | Michel Langevin fysicus, verzetstrijder |  |  |  |  |
|                               |                               |                               |                               |                               |                               |                             |                             |                             |                             |                            |                            |                            |                            |  |  |                                          |                                          | Yves Langevin astrofysicus               |                                          |                                          |                                          |                         |                         |                                       |                                       |                                       |                                       |                                       |                                       |                       |                       |                       |                       |                       |                       |                       |                       |                  |                  |                                         |                                         |                                         |                                         |                                         |                                         |  |  |  |  |

1791: Honoré Gabriel de Riqueti, graaf van Mirabeau · Voltaire · 
1793: Louis-Michel Lepeletier de Saint-Fargeau · Auguste Marie Henri Picot de Dampierre · 
1806: François Denis Tronchet · Claude-Louis Petiet ·
1807: Jean-Baptiste-Pierre Bevière · Louis-Joseph-Charles-Amable d'Albert de Luynes · Jean-Étienne-Marie Portalis · Louis-Pierre-Pantaléon Resnier · 1808: Antoine-César de Choiseul-Praslin · Jean-Frédéric Perregaux · Jean-Pierre Firmin Malher · Pierre Jean Georges Cabanis · François Barthélemy Beguinot ·
1809: Girolamo Luigi Durazzo · Jean-Baptiste Papin · Joseph-Marie Vien · Pierre Garnier de Laboissière · Justin Bonaventure Morard de Galles · Jean-Pierre Sers · Emmanuel Crétet ·
1810: Louis Charles Vincent Le Blond de Saint-Hilaire · Jean Lannes · Giovanni Battista Caprara · Charles Pierre Claret de Fleurieu · Jean-Baptiste Treilhard ·
1811: Nicolas Marie Songis des Courbons · Charles Erskine de Kellie · Alexandre-Antoine Hureau de Sénarmont · Michel Ordener · Louis Antoine de Bougainville · Ippolito Antonio Vincenti-Mareri · 
1812: Jan Willem de Winter · Jean Marie Pierre Dorsenne · Auguste Jean-Gabriel de Caulaincourt · 
1813: Joseph-Louis Lagrange · Jean-Ignace Jacqueminot · Hyacinthe-Hughes Timoléon de Cossé-Brissac · Justin de Viry · Jean Rousseau · Frédéric Henri Walther · 
1814: Jean-Nicolas Démeunier · Jean Louis Ébenezel Reynier · Claude Ambroise Régnier · 
1815: Claude Juste Alexandre Legrand · Antoine-Jean-Marie Thévenard ·
1829: Jacques-Germain Soufflot ·
1885: Victor Hugo ·
1889: Théophile Malo Corret de La Tour d'Auvergne · Lazare Carnot · Jean-Baptiste Baudin · François Séverin Marceau ·
1894: Marie François Sadi Carnot ·
1907: Marcellin Berthelot ·
1908: Émile Zola ·
1920: Léon Gambetta ·
1924: Jean Jaurès ·
1933: Paul Painlevé ·
1948: Paul Langevin · Jean Perrin ·
1949: Félix Éboué · Victor Schoelcher ·
1952: Louis Braille ·
1964: Jean Moulin ·
1987: René Cassin ·
1988: Jean Monnet ·
1989: Henri Grégoire · Gaspard Monge · Nicolas de Condorcet ·
1995: Marie Curie · Pierre Curie ·
1996: André Malraux ·
2002: Alexandre Dumas père ·
2018: Simone Veil en haar man